# Joia Mare, Arad
Joia Mare este un sat în comuna Almaș din județul Arad, Crișana, România.